# Józef Lubomirski (1785–1870)
Józef Lubomirski herbu Szreniawa bez Krzyża (ur. 26 września 1785, zm. w lipcu 1870 w Paryżu) – tajny radca, senator kasztelan Królestwa Polskiego w latach 1825–1831, członek sejmu w latach 1830–1831, właściciel dóbr Dubno i Niewirkowa.
Był synem Michała Lubomirskiego i Magdaleny Raczyńskiej. 21 listopada 1808 w Międzyrzecu Koreckim poślubił Dorotę Stecką córkę Jana Kazimierza Steckiego chorążego wielkiego koronnego. Z tego małżeństwa na świat przyszedł jedyny syn Marceli. 
W 1828 roku był członkiem Sądu Sejmowego, mającego osądzić osoby oskarżone o zdradę stanu
Po upadku powstania listopadowego Józef z rodziną znalazł się na emigracji w Paryżu, gdzie zmarł i został pochowany u boku żony i syna na cmentarzu Père-Lachaise.